# Démographie de la Charente-Maritime
La démographie de la Charente-Maritime est caractérisée par une densité moyenne et une population âgée qui croît depuis les années 1950.
Avec ses 668 160 habitants en 2022, le département français de la Charente-Maritime se situe en 40e position sur le plan national.
En six ans, de 2015 à 2021, sa population s'est accrue de près de 21 500 habitants, c'est-à-dire de plus ou moins 3 600 personnes par an. Mais cette variation de la population est nettement différenciée selon les 463 communes que comporte le département.
La densité de population de la Charente-Maritime, 97,3 habitants par kilomètre carré en 2022, demeure inférieure à celle de la France entière qui est de 107,1 hab./km2 pour la même année bien qu'elle soit nettement supérieure à celle de la région Nouvelle-Aquitaine où le département occupe le deuxième rang régional.

## Évolution démographique du département de la Charente-Maritime
En 2022, le département comptait 668 160 habitants, en évolution de +4,04 % par rapport à 2016 (France hors Mayotte : +2,11 %).
| 1791    | 1801    | 1806    | 1821    | 1826    | 1831    | 1836    | 1841    | 1846    |
| ------- | ------- | ------- | ------- | ------- | ------- | ------- | ------- | ------- |
| 438 042 | 399 162 | 405 592 | 409 477 | 424 417 | 445 249 | 449 649 | 460 245 | 468 103 |

| 1851    | 1856    | 1861    | 1866    | 1872    | 1876    | 1881    | 1886    | 1891    |
| ------- | ------- | ------- | ------- | ------- | ------- | ------- | ------- | ------- |
| 469 992 | 474 828 | 481 060 | 479 529 | 465 653 | 465 628 | 466 416 | 462 803 | 456 202 |

| 1896    | 1901    | 1906    | 1911    | 1921    | 1926    | 1931    | 1936    | 1946    |
| ------- | ------- | ------- | ------- | ------- | ------- | ------- | ------- | ------- |
| 453 455 | 452 149 | 453 793 | 451 044 | 418 310 | 417 789 | 415 249 | 419 021 | 416 187 |

| 1954    | 1962    | 1968    | 1975    | 1982    | 1990    | 1999    | 2006    | 2011    |
| ------- | ------- | ------- | ------- | ------- | ------- | ------- | ------- | ------- |
| 447 973 | 470 897 | 483 622 | 497 859 | 513 220 | 527 146 | 557 024 | 598 915 | 625 682 |

| 2016    | 2021    | 2022    | - | - | - | - | - | - |
| ------- | ------- | ------- | - | - | - | - | - | - |
| 642 191 | 661 404 | 668 160 | - | - | - | - | - | - |

Les grandes dates de l'évolution démographique de la Charente-Maritime pendant la période contemporaine sont les suivantes :
- 1801 : minimum démographique pour le département dans toute la période contemporaine.
- 1861 : maximum démographique du département pour tout le XIXe siècle.
- 1881 : début de l'exode rural massif consécutif à la crise du phylloxéra qui a commencé à ravager les vignes à partir de 1875.
- 1911 : poursuite du déclin démographique jusqu'à la veille de la Grande guerre.
- 1921 : à la suite de la Première Guerre mondiale, le département enregistre sa plus forte baisse démographique jamais enregistrée dans toute la période contemporaine.
- 1931 : minimum démographique du département pour tout le XXe siècle.
- 1946 : chiffre de population le plus bas depuis la Libération.
- 1982 : le département franchit officiellement pour la première fois de son histoire démographique le seuil du demi million d'habitants.
- 1999 : maximum démographique pour tout le XXe siècle.
- 2007 : le département franchit un nouveau cap démographique en dépassant les 600 000 habitants.

## Population par divisions administratives

### Arrondissements
Le département de la Charente-Maritime comporte cinq arrondissements depuis 1943 et s'étend sur une surface totale de 6 864 km2. La population se concentre principalement sur l'arrondissement de la Rochelle, qui recense 35 % de la population totale du département en 2022, avec une densité de 271,2 hab./km2, contre 29 % pour l'arrondissement de Rochefort, 18 % pour celui de Saintes, 10 % pour celui de Jonzac et 8 % pour celui de Saint-Jean-d'Angély.
| Arrondissement      | Population(2022) | Variation(2022/2016)                       | Superficie(km2) | Densité(hab./km2) |
| ------------------- | ---------------- | ------------------------------------------ | --------------- | ----------------- |
| La Rochelle         | 231 319          | en évolution de +7,24 % par rapport à 2016 | 852,8           | 271,2             |
| Rochefort           | 196 439          | en évolution de +3,46 % par rapport à 2016 | 1 534,6         | 128               |
| Saintes             | 119 130          | en évolution de +2,65 % par rapport à 2016 | 1 320,4         | 90,2              |
| Jonzac              | 68 842           | en évolution de +1,25 % par rapport à 2016 | 1 740,1         | 39,6              |
| Saint-Jean-d'Angély | 52 430           | en évolution de −0,25 % par rapport à 2016 | 1 416           | 37                |
| Source : Insee.     |                  |                                            |                 |                   |

### Communes de plus de5 000 habitants
Sur les 463 communes que comprend le département de la Charente-Maritime, 75 ont en 2021 une population municipale supérieure à 2 000 habitants, 19 ont plus de 5 000 habitants et quatre ont plus de 10 000 habitants : La Rochelle, Saintes, Rochefort et Royan.
Les évolutions respectives des communes de plus de 5 000 habitants sont présentées dans le tableau ci-après.
| Commune                  | Population(2022) | Variation(2022/2016)                        | Superficie(km2) | Densité(hab./km2) |
| ------------------------ | ---------------- | ------------------------------------------- | --------------- | ----------------- |
| La Rochelle              | 79 961           | en évolution de +5,58 % par rapport à 2016  | 28,43           | 2 812,6           |
| Saintes                  | 25 312           | en évolution de −0,17 % par rapport à 2016  | 45,55           | 555,7             |
| Rochefort                | 23 188           | en évolution de −3,57 % par rapport à 2016  | 21,95           | 1 056,4           |
| Royan                    | 19 322           | en évolution de +5,17 % par rapport à 2016  | 19,3            | 1 001,1           |
| Aytré                    | 9 759            | en évolution de +12,1 % par rapport à 2016  | 12,22           | 798,6             |
| Périgny                  | 8 802            | en évolution de +6,29 % par rapport à 2016  | 10,78           | 816,5             |
| Tonnay-Charente          | 8 248            | en évolution de +3,23 % par rapport à 2016  | 34,39           | 239,8             |
| Lagord                   | 7 594            | en évolution de +6,96 % par rapport à 2016  | 8,04            | 944,5             |
| Saujon                   | 7 314            | en évolution de +1,82 % par rapport à 2016  | 18,07           | 404,8             |
| Surgères                 | 6 861            | en évolution de +0,6 % par rapport à 2016   | 28,71           | 239               |
| Saint-Jean-d'Angély      | 6 679            | en évolution de −5,48 % par rapport à 2016  | 18,78           | 355,6             |
| Puilboreau               | 6 668            | en évolution de +11,26 % par rapport à 2016 | 7,88            | 846,2             |
| Saint-Pierre-d'Oléron    | 6 665            | en évolution de −1,43 % par rapport à 2016  | 40,55           | 164,4             |
| Châtelaillon-Plage       | 6 440            | en évolution de +8,73 % par rapport à 2016  | 6,59            | 977,2             |
| Marennes-Hiers-Brouage   | 6 148            | -                                           | 51,44           | 119,5             |
| Dompierre-sur-Mer        | 6 084            | en évolution de +12,94 % par rapport à 2016 | 18,35           | 331,6             |
| Nieul-sur-Mer            | 5 805            | en évolution de +0,66 % par rapport à 2016  | 10,96           | 529,7             |
| Saint-Xandre             | 5 531            | en évolution de +17,23 % par rapport à 2016 | 13,29           | 416,2             |
| Saint-Georges-de-Didonne | 5 093            | en évolution de −4,91 % par rapport à 2016  | 10,58           | 481,4             |
| Source : Insee.          |                  |                                             |                 |                   |

## Structures des variations de population

### Soldes naturels et migratoires sur la période 1968-2021
La variation moyenne annuelle est en hausse de 1968 à 2015, passant de 0,4 à 1 %, et en baisse depuis 2015.
Le solde naturel annuel qui est la différence entre le nombre de naissances et le nombre de décès enregistrés au cours d'une même année, a baissé, passant de 0,4 à −0,4 %. La forte baisse du taux de natalité, qui passe de 15,6 à 8 ‰, n'est pas compensée par une baisse du taux de mortalité, qui parallèlement passe de 11,6 à 12,2 ‰.
| Indicateurs démographiques                       | 1968 à1975 | 1975 à1982 | 1982 à1990 | 1990 à1999 | 1999 à2010 | 2010 à2015 | 2015 à2021 |
| ------------------------------------------------ | ---------- | ---------- | ---------- | ---------- | ---------- | ---------- | ---------- |
| Variation annuelle moyenne de la population en % | 0,4        | 0,4        | 0,3        | 0,6        | 1,0        | 0,6        | 0,6        |
| - due au solde naturel en %                      | 0,4        | 0,1        | 0,0        | -0,1       | -0,1       | -0,2       | -0,4       |
| - due au solde apparent des entrées sorties en % | 0,0        | 0,3        | 0,3        | 0,7        | 1,1        | 0,7        | 1,0        |
| Taux de natalité en ‰                            | 15,6       | 12,6       | 11,6       | 10,3       | 10,3       | 9,5        | 8,0        |
| Taux de mortalité en ‰                           | 11,6       | 11,3       | 11,1       | 11,0       | 11,1       | 11,2       | 12,2       |
| Source : Insee.                                  |            |            |            |            |            |            |            |

### Mouvements naturels sur la période 2014-2022
En 2014, 5 846 naissances ont été dénombrées contre 7 124 décès. Le nombre annuel des naissances a diminué depuis cette date, passant à 5 086 en 2022, indépendamment à une augmentation, mais relativement faible, du nombre de décès, avec 9 177 en 2022. Le solde naturel est ainsi négatif et diminue, passant de −1 278 à −4 091.
Pour des raisons techniques, il est temporairement impossible d'afficher le graphique qui aurait dû être présenté ici.

## Densité de population
La densité de population progresse régulièrement en Charente-Maritime depuis la Libération, en cohérence avec la croissance de la population départementale.
En 2021, la densité était de 96,4 hab./km2.
| 1968 |  | 70.5 |  |

| 1975 |  | 72.5 |  |

| 1982 |  | 74.8 |  |

| 1990 |  | 76.8 |  |

| 1999 |  | 81.2 |  |

| 2010 |  | 90.7 |  |

| 2015 |  | 93.2 |  |

| 2021 |  | 96.4 |  |

## Population rurale et population urbaine
La population de la Charente-Maritime est devenue majoritairement urbaine dans le département au recensement de 1968 où sa proportion atteignait tout juste 50,4 % de la population totale. Depuis cette date, la population urbaine n'a cessé d'augmenter en Charente-Maritime rassemblant aujourd'hui près de trois citadins sur cinq, ce qui demeure nettement inférieur à la moyenne nationale qui est des trois-quarts en France.

### La baisse régulière du taux de population rurale depuis la Libération
Comme l'indique l'histogramme ci-dessous, le taux de population rurale n'a pas cessé de décroître depuis 1946 et ce n'est que depuis le recensement de 1968 que la population rurale est devenue minoritaire.
Si au lendemain de la Seconde Guerre mondiale, près de deux habitants sur trois vivaient en milieu rural en Charente-Maritime, aujourd'hui, les campagnes ne rassemblent plus que deux habitants sur cinq.
| 1946 |  | 61.6 |  |

| 1954 |  | 58.9 |  |

| 1962 |  | 55.5 |  |

| 1968 |  | 49.6 |  |

| 1975 |  | 49.0 |  |

| 1982 |  | 47.1 |  |

| 1990 |  | 46.8 |  |

| 1999 |  | 44.8 |  |

| 2007 |  | 41.9 |  |

### Le maintien d'une population rurale encore nombreuse
Pendant de longues décennies, la population rurale est demeurée dominante dans le département comme d'ailleurs dans les départements voisins du Centre-Ouest de la France, notamment en Poitou-Charentes.
Le tableau démographique ci-dessous est riche d'enseignements et montre de prime abord que la ruralité est un fait social fortement ancré en Charente-Maritime où les campagnes « résistent » plutôt bien à l'« érosion » des effectifs.

#### Tableau de l'évolution de la population rurale de 1946 à 2007
| Année | Population rurale | Nombre de communes rurales |
| ----- | ----------------- | -------------------------- |
| 1946  | 256 541           | 466                        |
| 1954  | 263 746           | 468                        |
| 1962  | 261 397           | 465                        |
| 1968  | 239 765           | 453                        |
| 1975  | 244 185           | 441                        |
| 1982  | 241 512           | 434                        |
| 1990  | 246 831           | 430                        |
| 1999  | 249 438           | 425                        |
| 2007  | 253 682           | 404                        |

L'évolution démographique de la population rurale fait apparaître certaines périodes de vitalité tandis que d'autres sont marquées par un réel déclin.
Dans les situations de déclin démographique, la période qui va de 1954 à 1968 où la population rurale a très sensiblement baissé est due au « second exode rural » qui a marqué profondément les communes agricoles du département et la période située entre 1990 et 1999 accuse de nouveau un léger fléchissement démographique du cette fois à la reprise très nette de l'urbanisation au détriment des campagnes.
Quant aux périodes de relative dynamisme du monde rural, elles le doivent à deux circonstances démographiques très différentes.
Si entre 1946 et 1954, la population rurale s'accroît notablement, elle le doit à la vitalité démographique des années du « baby boom » de l'après-guerre qui ont marqué la Charente-Maritime comme l'ensemble des départements français.
L'essor démographique de la population rurale dans la période 1968-1975 et dans celle de 1982-1990 relève simplement du mouvement de la péri-urbanisation qui a « déplacé la ville vers les campagnes ». Toutes les communes périphériques des villes principales ont enregistré pendant ces périodes un accroissement démographique très important relevant du fait nouveau et contemporain de la « rurbanisation » qui a touché profondément la Charente-Maritime.
Ce phénomène démographique est largement confirmé dans la dernière période intercensitaire où, entre 1999 et 2007, la population rurale s'accroît de nouveau (gain de population de 4 244 habitants), certes moins rapidement que l'ensemble du département. Cette situation est due à la continuelle poussée de la péri-urbanisation qui s'étend de plus en plus au-delà des villes-centres, dans un rayon dépassant souvent les 20 kilomètres, voire les 30 kilomètres, ce qui se vérifie notamment autour du bipôle La Rochelle-Rochefort et de Saintes. Même des villes moins importantes comme Saint-Jean-d'Angély, Marennes, Saint-Pierre-d'Oléron, Surgères et Jonzac, qui sont des pôles d'emplois notables dans le département, ont développé autour d'elles des zones de population périphériques établies dans un rayon compris entre 10 et 20 kilomètres.
Par contre, le nombre de communes rurales est en baisse constante depuis le recensement de 1954 mais elles demeurent toujours les plus nombreuses. En 1999, 425 communes sur 472 du département sont classées comme étant rurale, ce qui représente une proportion encore très élevée de 90 % c'est-à-dire que neuf communes sur dix sont rurales en Charente-Maritime. Ce pourcentage était de 96,3 % en 1946 et de 93,6 % en 1968, l'année où la population urbaine était pour la première fois dans l'histoire démographique de ce département supérieure à la population rurale.
En 2007, 404 communes sont catégorisées rurales, soit 85,6 % de l'ensemble des communes du département. Pourtant, parmi celles-ci, un nombre grandissant figure parmi les communes péri-urbaines dont la croissance démographique provient pour l'essentiel de l'installation de citadins à la campagne, souvent composés de jeunes ménages avec enfants.
Ainsi, parmi ces communes rurales, il faut désormais faire la distinction entre les communes du « rural profond » qui sont les plus nombreuses et qui se caractérisent toutes par un déclin démographique pratiquement irréversible et les communes semi-rurales - ainsi que les communes péri-urbaines -, qui sont d'anciennes communes agricoles revitalisées depuis les années 1970 par l'installation des « néoruraux ». Ces derniers, constitués majoritairement de jeunes ménages avec enfants, ont choisi de vivre dans les villages situés dans les couronnes péri-urbaines des villes principales, secondaires et petites du département et y apportent un incontestable renouveau autant démographique qu'économique et social. Ils contribuent à accroître artificiellement la population rurale dans le département, sinon à la maintenir à un taux encore élevé.
Ce n'est que depuis le recensement de population de 1968 que la Charente-Maritime recense davantage de citadins que de ruraux. À cette date, le taux de population urbaine était de 50,4 %.

### L'évolution du taux de population urbaine depuis la Libération
Comme l'indique l'histogramme ci-dessous, le taux de population urbaine n'a cessé de croître depuis 1946 mais il s'est ralenti dans la période comprise entre 1968 et 1990 pour s'accélérer de nouveau depuis 1990.
| 1946 |  | 38.4 |  |

| 1954 |  | 41.1 |  |

| 1962 |  | 44.5 |  |

| 1968 |  | 50.4 |  |

| 1975 |  | 51.0 |  |

| 1982 |  | 52.9 |  |

| 1990 |  | 53.2 |  |

| 1999 |  | 55.2 |  |

| 2007 |  | 58.1 |  |

### Une population urbaine majoritaire et en constante progression
La population urbaine a constamment progressé autant par le nombre de communes et d'unités urbaines que par le chiffre de population depuis 1946.

#### Tableau de l'évolution urbaine de 1946 à 1999
| Année | Population urbaine | (Nombre de communes urbaines) | Nombre d'unités urbaines |
| ----- | ------------------ | ----------------------------- | ------------------------ |
| 1946  | 159 646            | (17)                          | 16                       |
| 1954  | 184 227            | (18)                          | 16                       |
| 1962  | 209 500            | (21)                          | 19                       |
| 1968  | 243 857            | (31)                          | 20                       |
| 1975  | 253 674            | (31)                          | 16                       |
| 1982  | 271 708            | (38)                          | 20                       |
| 1990  | 280 315            | (42)                          | 23                       |
| 1999  | 307 586            | (47)                          | 25                       |
| 2007  | 351 728            | (68)                          | 31                       |

En résumé, la population urbaine a presque doublé depuis le lendemain de la Seconde Guerre mondiale jusqu'à la fin du XXe siècle passant de 159 646 habitants en 1946 à 307 586 habitants en 1999, soit une croissance globale de 147 940 nouveaux citadins alors que, dans le même temps, le département s'est accru de 140 837 habitants, soit respectivement + 92,7 % et + 33,8 %. En clair, la population urbaine s'est accrue beaucoup plus vite que celle du département ayant doublé depuis la Libération de la France pendant que celle du département a seulement cru d'un tiers.
L'évolution de la population urbaine s'est fortement accélérée entre 1999 et 2007 avec une croissance démographique de 44 142 habitants, essor dû à la fois à l'extension des principales agglomérations du département et à l'expansion de l'urbanisation du littoral avec la formation de nouvelles unités urbaines comme Ars-en-Ré, Port-des-Barques et Saint-Trojan-les-Bains.
L'essor démographique de la population citadine a été en général nettement supérieur à la croissance départementale démontrant la vitalité des villes depuis l'après-guerre.

#### Tableau de comparaison de l'évolution démographique de la population départementale et de la population urbaine de 1946 à 2007
| Période intercensitaire | Population urbaine Variation absolue (hab.) | Population urbaine Variation relative | Département Variation absolue (hab.) | Département Variation relative |
| ----------------------- | ------------------------------------------- | ------------------------------------- | ------------------------------------ | ------------------------------ |
| 1946-1954               | + 24 581                                    | + 15,4 %                              | + 31 786                             | + 7,6 %                        |
| 1954-1962               | + 25 273                                    | + 13,7 %                              | + 22 924                             | + 5,1 %                        |
| 1962-1968               | + 34 357                                    | + 16,4 %                              | + 12 725                             | + 2,7 %                        |
| 1968-1975               | + 9 817                                     | + 4 %                                 | + 14 237                             | + 2,9 %                        |
| 1975-1982               | + 18 034                                    | + 7,1 %                               | + 15 361                             | + 3,1 %                        |
| 1982-1990               | + 8 607                                     | + 3,2 %                               | + 13 926                             | + 2,7 %                        |
| 1990-1999               | + 30 871                                    | + 11,2 %                              | + 29 878                             | + 5,7 %                        |
| 1999-2007               | + 44 142                                    | + 14,4 %                              | + 48 386                             | + 8,7 %                        |

Le tableau ci-dessus montre que la population urbaine s'est accrue plus rapidement que celle du département mais cette évolution n'a pas été régulière, étant marquée par des périodes d'essor rapide et d'autres par de nets ralentissements correspondant à la fois à l'émergence du phénomène de l'« exurbanisation » et à la crise industrielle très sévère qui ont marqué les villes du département dans les années 1980 en particulier.

#### Graphique de comparaison entre l'évolution urbaine et l'évolution démographique de la Charente-Maritime de 1946 à 1999
(En rouge : population urbaine - En brun : population départementale)
Comme l'indique clairement le graphique ci-dessus, la population urbaine s'est accrue globalement deux à trois fois plus vite que la population départementale dans quatre périodes intercensitaires sur huit entre la Libération et la première décennie du XXIe siècle, notamment dans la période 1962-1968 où la croissance urbaine a été exceptionnellement vigoureuse, étant plus de cinq fois supérieure à la moyenne du département, respectivement + 16,4 % et + 2,7 %.
Dans ces périodes, caractérisées par un essor urbain sans précédent, les villes s'accroissent à la fois spatialement — formation des agglomérations urbaines par l'extension des banlieues et des faubourgs urbains — et numériquement — accroissement du nombre de communes urbaines. Leur attractivité a été exceptionnellement élevée dans la période de l'après-guerre, puis s'est de nouveau accélérée dans la dernière décennie du XXe siècle (période 1990-1999) où la population urbaine a atteint en 1999 le chiffre record de plus de 300 000 citadins en Charente-Maritime.
Seule, la période 1982-1990 montre un léger signe de l'essoufflement de l'urbanisation du département. En effet, l'augmentation de la population urbaine, qui a été inférieure à celle du département, a profité d'un repli vers les campagnes péri-urbaines. Elle correspond également aux années particulièrement difficiles de la crise urbaine et industrielle qui a frappé la majorité des villes et des agglomérations de la Charente-Maritime.
Cependant, l'expansion urbaine s'est de nouveau accélérée à partir de 1990 et s'est amplifiée dans la première décennie du XXIe siècle. En effet, dans la période 1999-2007, l'urbanisation du département s'est accélérée, confirmant le bond de la période précédente (1990-1999), mais sa croissance est plus rapide encore.
Par ailleurs, autre signe de cette accélération de l'urbanisation du département, le nombre de communes urbaines est passé de 17 en 1946 à 47 en 1999, soit une commune sur dix est classée urbaine en Charente-Maritime à la fin du siècle dernier. En 2007, 68 communes du département appartiennent à la catégorie des communes urbaines, ce qui correspond à un apport de 21 nouvelles communes urbaines par rapport à 1999.
Si la population urbaine est devenue majoritaire en Charente-Maritime, sa répartition au sein du département est très inégale. Les villes du littoral sont à la fois les plus nombreuses et les plus attractives tandis que celles de l'intérieur du département, même si elles demeurent d'incontestables points d'ancrage dans les zones rurales, se caractérisent par une moindre vitalité, à l'exception notable de Saintes et de Saujon.

### Le développement des villes entre 1999 et 2007
En 1999, la Charente-Maritime comptabilise 25 unités urbaines — 26 en y incluant l'unité urbaine de La Roche-Chalais-Saint-Aigulin, unité urbaine interdépartementale à cheval sur les départements de la Dordogne et de la Charente-Maritime.
En 2007, le nombre d'unités urbaines est passé à 31 — 32 en y incluant La Roche-Chalais-Saint-Aigulin — regroupant 68 communes urbaines.
Le tableau suivant donne la liste des 31 unités urbaines de la Charente-Maritime et leur évolution démographique entre 1999 et 2007. Cette liste donne une indication de l'évolution urbaine en Charente-Maritime qui, en première lecture, montre que l'urbanisation continue de progresser rapidement depuis le début du XXIe siècle.

#### Tableau démographique des 31 unités urbaines de la Charente-Maritime et leur évolution démographique entre 1999 et 2007
| Rang | Unité urbaine          | Population 2007 | variation 2007/1999 | Population 1999 |
| ---- | ---------------------- | --------------- | ------------------- | --------------- |
| 1    | La Rochelle            | 127 033         | 9,4 %               | 116 157         |
| 2    | Rochefort              | 39 161          | 8,8 %               | 36 000          |
| 3    | Royan                  | 34 918          | 12,1 %              | 31 161          |
| 4    | Saintes                | 30 086          | 12,1 %              | 26 836          |
| 5    | La Tremblade           | 11 023          | 20,6 %              | 9 141           |
| 6    | Saint-Jean-d'Angély    | 8 689           | 13,1 %              | 7 681           |
| 7    | Marennes               | 8 626           | 13 %                | 7 636           |
| 8    | Saujon                 | 6 404           | 18,8 %              | 5 392           |
| 9    | Saint-Pierre-d'Oléron  | 6 204           | 4,4 %               | 5 944           |
| 10   | Surgères               | 6 188           | 2,3 %               | 6 051           |
| 11   | La Flotte              | 5 511           | 2,5 %               | 5 374           |
| 12   | Jonzac                 | 5 183           | 2,6 %               | 5 320           |
| 13   | Marans                 | 4 655           | 6,4 %               | 4 375           |
| 14   | Ars-en-Ré              | 4 640           | 3,5 %               | 4 481           |
| 15   | Saint-Xandre           | 4 519           | 9,7 %               | 4 121           |
| 16   | Pons                   | 4 442           | == 0,3 %            | 4 427           |
| 17   | Fouras                 | 4 056           | 5,8 %               | 3 835           |
| 18   | Le Château-d'Oléron    | 3 949           | 11,2 %              | 3 552           |
| 19   | Aigrefeuille-d'Aunis   | 3 577           | 13,5 %              | 3 151           |
| 20   | Montendre              | 3 473           | 11,4 %              | 3 117           |
| 21   | Sainte-Marie-de-Ré     | 3 082           | 15,9 %              | 2 659           |
| 22   | Port-des-Barques       | 2 863           | 20 %                | 2 384           |
| 23   | La Jarrie              | 2 798           | 5,5 %               | 2 653           |
| 24   | Breuillet              | 2 539           | 16,6 %              | 2 178           |
| 25   | Marsilly               | 2 471           | 12,2 %              | 2 203           |
| 26   | Saint-Trojan-les-Bains | 2 465           | 2,3 %               | 2 522           |
| 27   | Saint-Agnant           | 2 329           | 11,8 %              | 2 083           |
| 28   | Le Bois-Plage-en-Ré    | 2 303           | 3 %                 | 2 235           |
| 29   | Rivedoux-Plage         | 2 260           | 28,8 %              | 1 754           |
| 30   | La Jarne               | 2 211           | 7,6 %               | 2 054           |
| 31   | Matha                  | 2 135           | 2,5 %               | 2 082           |
| ...  | Saint-Aigulin          | 1 935           | 2,5 %               | 1 985           |

#### Près de la moitié de la population de la Charente-Maritime vit dans une unité urbaine de plus de5 000 habitantsaujourd'hui
Le tableau ci-dessus montre que la Charente-Maritime compte 12 unités urbaines de plus de 5 000 habitants en 2007 sur un total de 31 dont une rassemble plus de 100 000 habitants (La Rochelle) et trois ont entre 30 000 et 50 000 habitants (Rochefort, Royan et Saintes). Les quatre agglomérations principales du département rassemblent 231 198 habitants en 2007, soit 38,2 % c'est-à-dire plus d'un tiers de la population du département réside dans les quatre premières unités urbaines de la Charente-Maritime. Cette proportion était légèrement moins élevée en 1999, avec 37,7 %, soit 210 154 habitants. Ceci montre que les quatre premières agglomérations du département continuent de s'étendre et d'accroître leur influence urbaine dans le département.
Cette proportion grimpe à 47,7 % de la population départementale en cumulant la population des 12 unités urbaines de plus de 5 000 habitants qui rassemblent 289 026 habitants. Ainsi, près de la moitié de la population de la Charente-Maritime vit dans une unité urbaine de plus de 5 000 habitants aujourd'hui. Cette proportion était de 47,2 % en 1999.

#### Une croissance urbaine inégale
Le recensement de 2007 fait apparaître que l'urbanisation a fortement progressé pour quelques villes du département. Celles-ci concernent aussi bien les villes proches des principales agglomérations urbaines (Aigrefeuille-d'Aunis, Saint-Xandre et Marsilly) que pour quelques villes secondaires comme Saujon et Marennes. Quelques petites villes des îles charentaises enregistrent également de fortes croissances démographiques comme Le Château-d'Oléron, Sainte-Marie-de-Ré et Rivedoux-Plage.
Si les quatre agglomérations principales de la Charente-Maritime enregistrent toutes une évolution démographique fortement positive, leur croissance est partout supérieure à celle du département qui, pour mémoire, est de + 8,7 % entre 1999 et 2007. Il est vrai que ces fortes poussées démographiques sont dues en grande partie à la croissance spatiale de ces unités urbaines où La Rochelle gagne deux communes urbaines, tandis que Rochefort, Royan et Saintes en incorporent chacune une.
Une vingtaine d'unités urbaines se caractérisent par des croissances démographiques nettement positives entre 1999 et 2007 et elles sont toutes supérieures à la croissance départementale.
Par contre, trois unités urbaines sont en net déclin démographique (Jonzac (- 2,6 %) et Saint-Aigulin (- 2,5 %) en Haute-Saintonge et Saint-Trojan-les-Bains (- 2,3 %) dans le sud de l'île d'Oléron tandis que deux autres voient leur population stagner (Pons et Montendre (ville intra-muros), également en Haute-Saintonge).
Si la population urbaine s'est accrue fortement dans son ensemble, elle a en effet progressé plus vite que celle du département entre 1999 et 2007. En fait, cette croissance est observée davantage dans les agglomérations littorales que dans celles de l'arrière-pays charentais.

#### Des villes du littoral plus nombreuses et plus attractives que les villes de l'intérieur
Sur les 31 unités urbaines de la Charente-Maritime, dix appartiennent à la zone continentale, le reste dépend étroitement du littoral.
Les villes de l'intérieur sont en majorité situées en Saintonge dont sept (Saintes, Saint-Jean-d'Angély, Saujon, Jonzac, Pons, Montendre et Matha) tandis que les trois autres appartiennent à la plaine de l'Aunis et sont dans l'orbite du bipôle La Rochelle-Rochefort (Surgères, Aigrefeuille d'Aunis et La Jarrie). Malgré la forte attractivité qu'elles exercent sur leurs territoires, elles se caractérisent par une démographie relativement atone, à l'exception toutefois de Saintes et de Saujon en Saintonge et des cités de l'Aunis qui bénéficient du rayonnement urbain de La Rochelle.
Quant aux villes de la côte charentaise, elles peuvent être classées en plusieurs catégories de cités littorales. Elles peuvent être ainsi répertoriées comme cités portuaires (La Rochelle) ou fluviales (Rochefort, Marennes, Marans), ou comme villes balnéaires (Royan, La Tremblade, Fouras, Port-des-Barques), ou encore comme villes insulaires (Saint-Pierre-d'Oléron, La Flotte, Le Château-d'Oléron, Sainte-Marie-de-Ré, Le Bois-Plage-en-Ré, Rivedoux-Plage et Saint-Trojan-les-Bains). Leur essor démographique démontre leur réelle attractivité et leur dynamisme. Ces villes et leur région immédiate tirent l'essentiel de la croissance démographique du département.

## Répartition par sexes et tranches d'âges
La population du département est plus âgée qu'au niveau national.
En 2021, le taux de personnes d'un âge inférieur à 30 ans s'élève à 28,4 %, soit en dessous de la moyenne nationale (35,1 %). À l'inverse, le taux de personnes d'âge supérieur à 60 ans est de 35,9 % la même année, alors qu'il est de 26,6 % au niveau national.
En 2021, le département comptait 317 014 hommes pour 344 390 femmes, soit un taux de 52,07 % de femmes, légèrement supérieur au taux national (51,61 %).
Les pyramides des âges du département et de la France s'établissent comme suit.
| Hommes | Classe d’âge | Femmes |
| ------ | ------------ | ------ |
| 1,1    | 90 ou +      | 2,6    |
| 10,1   | 75-89 ans    | 12,6   |
| 22     | 60-74 ans    | 23,2   |
| 20,1   | 45-59 ans    | 19,7   |
| 16,1   | 30-44 ans    | 15,6   |
| 15,2   | 15-29 ans    | 12,7   |
| 15,4   | 0-14 ans     | 13,6   |

| Hommes | Classe d’âge | Femmes |
| ------ | ------------ | ------ |
| 0,7    | 90 ou +      | 1,9    |
| 7,0    | 75-89 ans    | 9,5    |
| 16,6   | 60-74 ans    | 17,5   |
| 20,0   | 45-59 ans    | 19,5   |
| 18,8   | 30-44 ans    | 18,3   |
| 18,3   | 15-29 ans    | 16,7   |
| 18,6   | 0-14 ans     | 16,7   |

## Répartition par catégories socioprofessionnelles
La catégorie socioprofessionnelle des retraités est surreprésentée par rapport au niveau national. Avec 36,6 % en 2021, elle est 9,8 points au-dessus du taux national (26,8 %). La catégorie socioprofessionnelle des cadres et professions intellectuelles supérieures est quant à elle sous-représentée par rapport au niveau national. Avec 6 % en 2021, elle est 4,1 points en dessous du taux national (10,1 %).
| Catégorie socioprofessionnelle                    | 2015    | 2015 | 2021    | 2021 | Détails de l'année 2021 | Détails de l'année 2021 | Détails de l'année 2021            | Détails de l'année 2021            | Détails de l'année 2021            |
| Catégorie socioprofessionnelle                    | Nb      | %    | Nb      | %    | Hommes                  | Femmes                  | Part en % de la population âgée de | Part en % de la population âgée de | Part en % de la population âgée de |
| Catégorie socioprofessionnelle                    | Nb      | %    | Nb      | %    | Hommes                  | Femmes                  | 15 à 24 ans                        | 25 à 54 ans                        | 55 ans ou +                        |
| ------------------------------------------------- | ------- | ---- | ------- | ---- | ----------------------- | ----------------------- | ---------------------------------- | ---------------------------------- | ---------------------------------- |
| Agriculteurs exploitants                          | 7 689   | 1,4  | 6 639   | 1,2  | 4 965                   | 1 674                   | 0,3                                | 1,9                                | 0,8                                |
| Artisans, commerçants, chefs d'entreprise         | 23 815  | 4,4  | 26 606  | 4,7  | 17 632                  | 8 975                   | 0,9                                | 8,6                                | 2,6                                |
| Cadres et professions intellectuelles supérieures | 28 495  | 5,3  | 34 105  | 6,0  | 18 962                  | 15 143                  | 1,0                                | 11,5                               | 2,9                                |
| Professions intermédiaires                        | 62 618  | 11,6 | 68 494  | 12,1 | 30 880                  | 37 614                  | 7,8                                | 23,9                               | 3,9                                |
| Employés                                          | 87 498  | 16,2 | 86 220  | 15,2 | 20 885                  | 65 335                  | 18,4                               | 26,4                               | 5,8                                |
| Ouvriers                                          | 65 079  | 12,1 | 62 334  | 11,0 | 49 784                  | 12 551                  | 15,1                               | 19,4                               | 3,6                                |
| Retraités                                         | 194 220 | 36,0 | 207 436 | 36,6 | 95 350                  | 112 085                 | 0,0                                | 0,3                                | 73,2                               |
| Autres personnes sans activité professionnelle    | 70 615  | 13,1 | 74 614  | 13,2 | 29 938                  | 44 676                  | 56,6                               | 8,1                                | 7,1                                |
| Ensemble                                          | 540 027 | 100  | 566 448 | 100  | 268 395                 | 298 053                 | 100                                | 100                                | 100                                |
| Sources : Insee,.                                 |         |      |         |      |                         |                         |                                    |                                    |                                    |